# برج سرطان
بُرج سَرَطان (خرچنگ، ♋️)، چهارمین برج فلکی از دایرةالبروج است.
سرطان، چهارمین برج [خانهٔ] خورشید، قوسی ۳۰ درجه از دایرةالبروج است. این برج خط سیر خورشید در تیر ماه به مدت ۳۱روز و ۱۰ساعت و ۵۴دقیقه و نام دیگر این ماه در گاهشماری خورشیدی نیز می‌باشد. میانگین شبانه‌روز لحظه تحویل برج سرطان ساعت ۱۷:۵۶ روز ۳۱ خرداد است.
دوهزارسال‌پیش این برج، بیشتر از زمینه صورت فلکی سرطان (خرچنگ) می‌گذشت و به همین نام باقی ماند؛ ولی امروزه از زمینه صورت فلکی جوزا (دوپیکر) می‌گذرد.
کلمهٔ سرطان به معنی خرچنگ است.
در ادبيات فارسي کهن بجای اسامی ماه‌های دوازده گانه کنونی (فروردین تا اسفند) از بروج نام برده می‌شد.
چو برزد سر از برج خرچنگ شيد
جهان گشت چون روی رومی سپید
(شاهنامه فردوسی)

## منابع

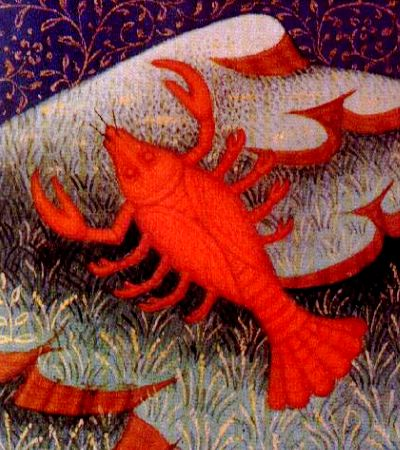
سرطان